# بادي تيري
بادي تيري (بالإنجليزية: Buddy Terry)‏ هو عازف ساكسفون أمريكي، ولد في 30 يناير 1941 في نيوآرك في الولايات المتحدة.

## وصلات خارجية
- بادي تيري على موقع ميوزك برينز (الإنجليزية)
- بادي تيري على موقع أول ميوزيك (الإنجليزية)
- بادي تيري على موقع ديسكوغز (الإنجليزية)